# Kriobolion
Als Kriobolion (altgriechisch κριοβόλιον, lateinisch criobolium) wird in der antiken Religion die Opferung eines Widders bezeichnet, vor allem im Bereich des Kybele-Attis-Kults.
Es entsprach der Opferung eines Stieres beim Taurobolium und fand wohl meist in Zusammenhang mit diesem statt.
Ein Wettkampf der Epheben in Pergamon, bei dem ein Widder gefangen und geopfert wurde, wurde ebenfalls Kriobolion genannt.